# 凸脉杜鹃
凸脉杜鹃（学名：Rhododendron hirsutipetiolatum）为杜鹃花科杜鹃花属下的一个种。

## 扩展阅读
- 維基物種上的相關：凸脉杜鹃